# Saint-Folquin
Saint-Folquin (Nederlands: Sint-Volkwin) een gemeente in het Franse departement Pas-de-Calais (regio Hauts-de-France). De gemeente maakt deel uit van het arrondissement Calais. Saint-Folquin telde op 1 januari 2022 2.339 inwoners.

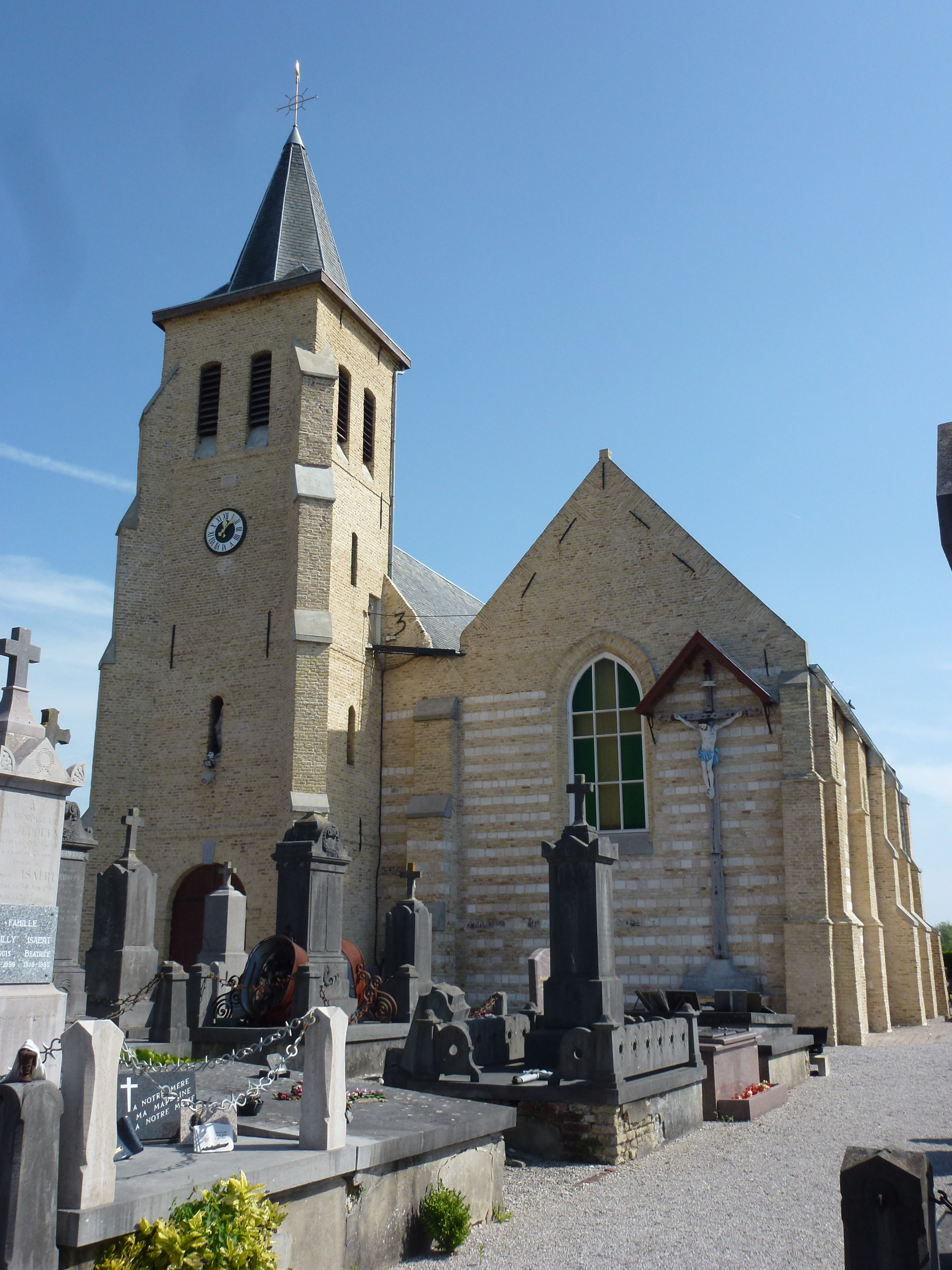
Église Saint-Folquin

## Naam
De plaatsnaam heeft een Oudnederlandse herkomst. De oudste vermelding is uit het jaar 1119 als Sancti Folquini kerca. Het betreft een  samenstelling tussen het Latijnse Sancti (Sint) + naam van de heilige Folkwin + -kerk Het dorp werd genoemd naar de heilige Folkwin ook wel gespeld als Volkwin, in de 9e eeuw bisschop van Terwaan.
De spelling van de naam van het dorp heeft door de eeuwen heen gevarieerd. Chronologisch heette het achtereenvolgens: Sanctus Folquinus in Gravenenga (1040) ; Sancti Folquini Kerke (1119) ; Folkinglise (1296) ; Saint-Folkin-Église (1429) ; Saint Folquin (XVIII eeuw) . Hierna kreeg en behield het zijn huidige naam en spellingswijze.
De naam van de plaats luidt in het Frans-Vlaams: Sint-Volkwin. .

## Geschiedenis
Het gebied lag vroeger aan het estuarium van de Aa, dat in de vroege middeleeuwen geleidelijk aan drooggelegd werd. Het gebied werd bekend als het Land van den Hoek en omvatte de parochies Saint-Folquin, Saint-Omer-Capelle (Sint-Omaarskapelle), Sainte-Marie-Kerque (Sinte-Mariakerke) en Saint-Nicolas (Sint-Niklaas aan de Aa). Het bestuur zetelde in het gehucht Mannequebeurre (Monnikenbure).
Op het eind van het ancien régime aan het eind van de 18de eeuw werd Saint-Folquin een gemeente. Door de revolutionairen werd omwille van de ontkerstening de gemeente een tijd Le Bas-Morin genoemd.

## Taal
Saint-Folquin lag in de middeleeuwen nog in het Nederlandse taalgebied, maar raakte geleidelijk verfranst, al blijkt dat er tot in de 18de en 19de eeuw nog Vlaams voorkwam.

## Geografie
De oppervlakte van Saint-Folquin bedroeg op 1 januari 2022 17,95 vierkante kilometer; de bevolkingsdichtheid was toen 130,3 inwoners per km².. De oostgrens van de gemeente wordt deels gevormd door de Aa; centraal loopt van zuid naar noord de polderwaterloop Mardick, en de uiterste zuidgrens wordt gevormd door het Canal de Calais. In het zuiden van de gemeente ligt het gehucht Mannequebeurre en in het uiterste zuiden op de grens met Audruicq het gehucht Hennuin. In het uiterste noorden ligt de wijk Le Clair Marais, tegen het stadscentrum van Grevelingen.

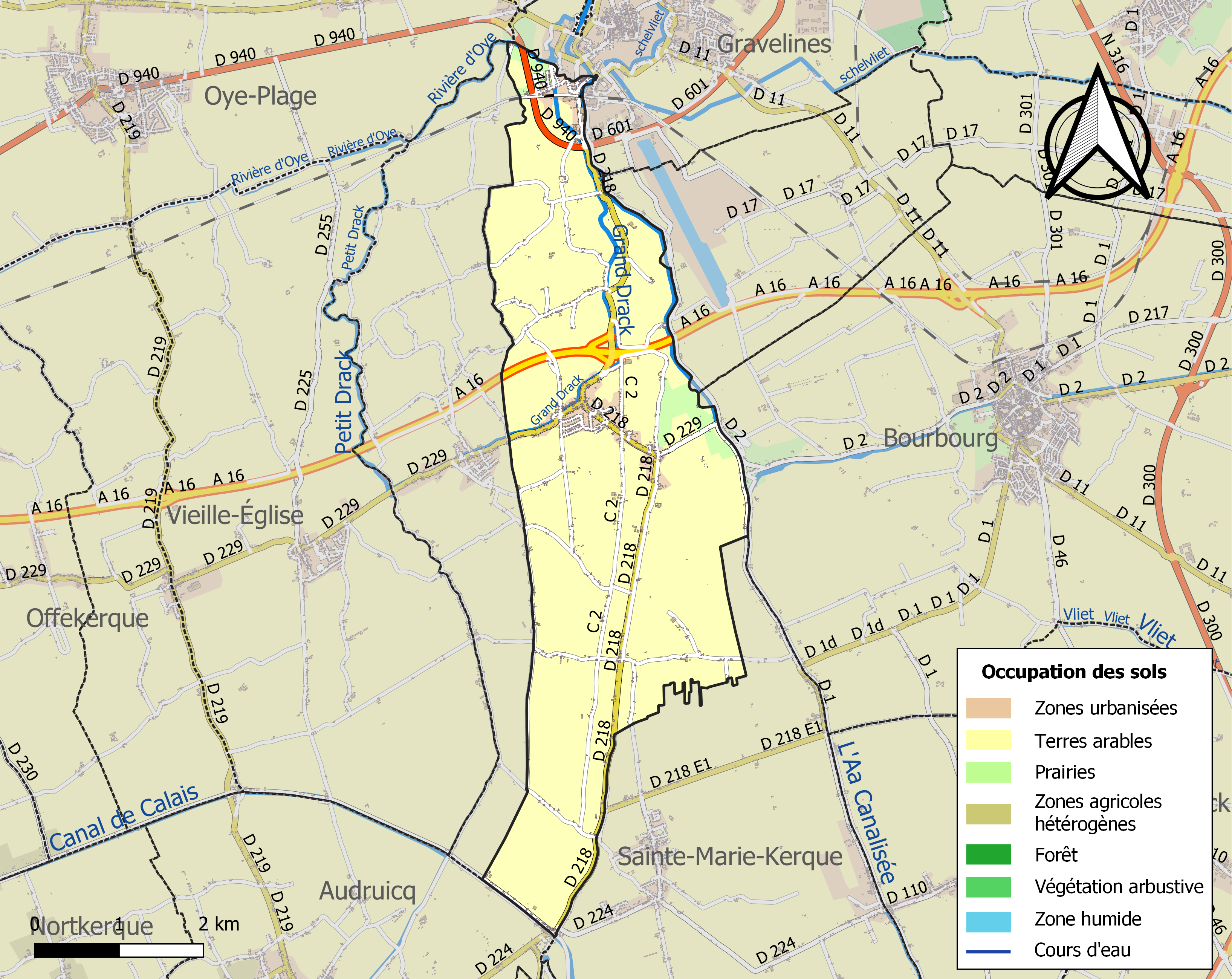
Kaart van de gemeente met belangrijkste infrastructuur, bodemgebruik en omliggende gemeenten

## Bezienswaardigheden
- De Église Saint-Folquin

## Demografie
Onderstaande figuur toont het verloop van het inwonertal (bron: INSEE-tellingen).

## Verkeer en vervoer
Door de gemeente loopt de autosnelweg A16/E40, die er een op- en afrit heeft.